# Gleichtaktunterdrückung
Die Gleichtaktunterdrückung (englisch Common-Mode Rejection, kurz CMR) in der Elektronik besagt, dass eine Gleichtaktverstärkung unterdrückt wird oder in welchem Umfang das möglich ist.
Prinzipiell verfügt ein elektrischer Differenzverstärker mit seinen zwei Eingängen
- einerseits über eine Gegentaktverstärkung, die den Unterschied zwischen beiden Eingangsspannungen untereinander erfasst,
- und andererseits über eine Gleichtaktverstärkung, die den gemeinsamen Unterschied zu einem Bezugspotential (beispielsweise „Masse“) erfasst.

Im Idealfall eines Differenzverstärkers gibt es nur die Gegentaktverstärkung, und die Gleichtaktverstärkung entfällt. In jedem anderen Fall wird versucht, die Gleichtaktverstärkung klein zu halten und die Gegentaktverstärkung groß.
Der Differenzverstärker hat starke Verbreitung gefunden als Eingangsstufe eines Operationsverstärkers. An diesem wird erläutert, wie weit sich das Idealverhalten realisieren lässt.

Operationsverstärker mit seinen Ein- und Ausgangsgrößen

## Grundlagen
Für den durch keine Störeinflüsse beeinträchtigten Operationsverstärker mit der Leerlaufspannungsverstärkung {\displaystyle V_{0}} gilt die Gleichung
{\displaystyle U_{\mathrm {a} }=V_{0}\ U_{\mathrm {d} }=V_{0}\;(U_{\mathrm {P} }-U_{\mathrm {N} })}.
Beim realen Operationsverstärker kommt der Einfluss der Gleichtaktspannung {\displaystyle U_{\mathrm {Gl} }={\tfrac {1}{2}}\ (U_{\mathrm {P} }+U_{\mathrm {N} })} mit der Gleichtaktverstärkung {\displaystyle V_{\mathrm {Gl} }} hinzu
{\displaystyle U_{\mathrm {a} }=V_{0}\ U_{\mathrm {d} }+V_{\mathrm {Gl} }\ U_{\mathrm {Gl} }}.
Dabei besagt
{\displaystyle V_{\mathrm {Gl} }={\frac {\partial U_{\mathrm {a} }}{\partial U_{\mathrm {Gl} }}}},
in welchem Umfang sich {\displaystyle U_{\mathrm {a} }} ändert, wenn sich {\displaystyle U_{\mathrm {Gl} }} ändert.
Da die Gleichtaktverstärkung eine unerwünschte Eigenschaft ist, wird sie in Datenblättern nicht angegeben, sondern es wird angegeben, wie viel höher die Gegentaktverstärkung im Verhältnis zur Gleichtaktverstärkung ist durch die Gleichtaktunterdrückung
{\displaystyle G={\frac {V_{0}}{V_{\mathrm {Gl} }}}}.
Dabei wird meistens statt der Gleichtaktunterdrückung ihr logarithmisches Gleichtaktunterdrückungsmaß in Dezibel angegeben:
{\displaystyle Q_{\mathrm {(V)} G}=20\lg {\frac {V_{0}}{V_{\mathrm {Gl} }}}{\text{ dB}}}.
Häufig wird die Abkürzung CMRR für Common-Mode Rejection Ratio wie ein Formelzeichen gebraucht, dabei uneinheitlich entweder für das Verhältnis {\displaystyle G} oder das logarithmierte Verhältnis {\displaystyle Q_{\mathrm {(V)} G}}.
Nach der Umrechnung
{\displaystyle U_{\mathrm {a} }=V_{0}\ U_{\mathrm {d} }+V_{\mathrm {Gl} }\ U_{\mathrm {Gl} }=V_{0}\left(U_{\mathrm {d} }+{\frac {1}{G}}\;U_{\mathrm {Gl} }\right)}
ist der zweite Summand in der Klammer die Offsetspannung {\displaystyle U_{\mathrm {OS} }} oder im speziellen Zusammenhang hier ihr Anteil
{\displaystyle {\frac {\partial U_{\mathrm {OS} }}{\partial U_{\mathrm {Gl} }}}U_{\mathrm {Gl} }},
der sich ergibt, wenn sich die Gleichtaktspannung ändert. Dabei ist
{\displaystyle {\frac {\partial U_{\mathrm {OS} }}{\partial U_{\mathrm {Gl} }}}={\frac {1}{G}}}
und heißt Gleichtaktdurchgriff.
Praktische Bedeutung hat eine möglichst hohe Gleichtaktunterdrückung beispielsweise bei der symmetrischen Signalübertragung, um Gleichtaktstörungen, beispielsweise Netzbrummen, zu unterdrücken. Ferner ist sie in allen Verstärkerschaltungen zu beachten, die nicht mit virtuellem Massepunkt arbeiten, siehe folgendes Beispiel.
Entsprechend dem Merkmal der Gleichtaktunterdrückung gibt es das Merkmal der Betriebsspannungsunterdrückung (englisch Power Supply Rejection, PSR), das die Abhängigkeit von Änderungen der Versorgungsspannung ausdrückt.

## Werte
Der für jeden Operationsverstärker typische Wert zur Gleichtaktspannungsunterdrückung wird in seinem Datenblatt angegeben. Sowohl Werte CMRR < 80 dB als auch > 130 dB sind zu finden. Solche Angaben gibt es für unipolare wie für bipolare Ausführungen. Auch das Bezugspotential wird im Datenblatt festgelegt. Bei symmetrischer Bipolarversorgung liegt es bei 0 V; bei Unipolarversorgung liegt es bei der halben Speisespannung, oder teilweise wird ein zulässiger Bereich angegeben.

## Beispiel

Schaltbild eines nichtinvertierenden Verstärkers

Zu nebenstehender Schaltung gelte aufgrund der Rückkopplungswiderstände die Verstärkung
{\displaystyle v={\frac {R_{1}+R_{2}}{R_{1}}}=100}.
Ferner sei {\displaystyle U_{\mathrm {e} }=100{\text{ mV}}}.
Für den Operationsverstärker, z. B: Typ OP07D, gelte als typisch:
{\displaystyle V_{0}} = 400 V/mV = 4e5; CMRR = 106 dB, also {\displaystyle G} = 2e5
Je nach Hersteller und Datenblattausgabe weichen die Werte hiervon ab.
In die oben angegebene Gleichung {\displaystyle U_{\mathrm {a} }=V_{0}\left(U_{\mathrm {d} }+{\frac {1}{G}}\;U_{\mathrm {Gl} }\right)} wird die Eingangsdifferenzspannung
{\displaystyle U_{\mathrm {d} }=U_{\mathrm {P} }-U_{\mathrm {N} }=U_{\mathrm {e} }-{\frac {R_{1}}{R_{1}+R_{2}}}\;U_{\mathrm {a} }=U_{\mathrm {e} }-{\frac {1}{v}}\;U_{\mathrm {a} }}
eingesetzt.
{\displaystyle U_{\mathrm {a} }=V_{0}\left(U_{\mathrm {e} }-{\frac {1}{v}}\;U_{\mathrm {a} }+{\frac {1}{G}}\;U_{\mathrm {Gl} }\right)}
Die Gleichung wird nach {\displaystyle U_{\mathrm {a} }} aufgelöst.
{\displaystyle U_{\mathrm {a} }+{\frac {V_{0}}{v}}\;U_{\mathrm {a} }=V_{0}\left(U_{\mathrm {e} }+{\frac {1}{G}}\;U_{\mathrm {Gl} }\right)}
Beim gezeigten Verstärker gilt allgemein (und auch im Beispiel hier) {\displaystyle V_{0}\gg v}. Damit kann auf der linken Seite der erste Summand gegenüber dem zweiten vernachlässigt werden. Das führt auf
{\displaystyle U_{\mathrm {a} }=v\left(U_{\mathrm {e} }+{\frac {1}{G}}\;U_{\mathrm {Gl} }\right)}
Dann gilt mit {\displaystyle U_{\mathrm {Gl} }\approx U_{\mathrm {P} }=U_{\mathrm {e} }} und den vorstehenden Daten
{\displaystyle U_{\mathrm {a} }=10{\text{ V}}\,(1+5\cdot 10^{-6})}
Das zeigt, wie gut unterdrückbar in diesem Beispiel der Einfluss der Gleichtaktverstärkung ist.
Je nach Operationsverstärker-Typ und je nach Exemplarstreuung kann die Gleichtaktunterdrückung auch nur bei etwa 70 dB liegen.